# Приватне життя Генріха VIII
«Приватне життя Генріха VIII» (англ. The Private Life Of Henry VIII) — драматичний кінофільм. Отримав премію «Оскар».

## Сюжет
В основу сюжету покладено реальну історію особистого життя англійського короля Генріха VIII.
Травень 1536 року. Після страти своєї другої дружини, Анни Болейн, Генріх одружується з її фрейліною Джейн Сеймур. За півтора року Джейн помирає після народження спадкового принца.
Як четверту дружину Генріх обирає одну з дочок герцога Клевського, Анну.
Цей шлюб невдовзі закінчується розлученням, оскільки Анна навмисне виставляє себе перед королем у невигідному світлі, щоб згодом вийти заміж за іншого.
Розлучившись з Анною, Генріх бере за дружину амбіційну красуню Кетрін Говард, яка, втім, закохана зовсім не в нього, а в одного з придворних, Томаса Калпеппера. Про їхній зв'язок дізнався король, та їх обох відправляють на ешафот.
Останньою, шостою за ліком, дружиною короля стає Катерина Парр.

## В ролях
- Чарльз Лоутон — Генріх VIII, король Англії
- Мерль Оберон — Анна Болейн, його друга дружина
- Венді Баррі — Джейн Сеймур, його третя дружина
- Ельза Ланчестер — Анна Клевська, його четверта дружина
- Бінні Барнс — Кетрін Говард, його п'ята дружина
- Еверлі Грегг — Катерина Парр, його шоста дружина
- Роберт Донат — Томас Калпеппер, коханець Кетрін Говард
- Франклін Дайалл — Томас Кромвель
- Майлз Мендер — канцлер Різлі
- Лоуренс Ганрей — Томас Кранмер, архієпископ Кентерберійський
- Вільям Остін — герцог Клевський

## Цікаві факти
- У фільмі відсутня сюжетна лінія Катерини Арагонської, першої дружини Генріха, шлюб з якою тривав понад двадцять років.
- Ельза Ланчестер, яка зіграла четверту дружину короля Анну Клевську, в реальному житті також була дружиною Чарльза Лоутона (Генріх).
- Фільм отримав дві номінації на «Оскар» в категоріях «Найкращий фільм» та «Найкраща чоловіча роль». Нагороду отримав актор Чарльз Лоутон.
- За двадцять років Чарльз Лоутон знову зіграв короля Генріха у фільмі 1953 року «Юна Бесс», що розповідає про ранні роки Єлизавети, роль якої виконала Джин Симмонс.